# Województwo łódzkie
Województwo łódzkie (dansk: voivodskabet Łódźsk) er en administrativ enhed i det centrale Polen, en af 16 provinser skabt efter den administrative refom i 1999. Voivodskabets hovedstad er Łódź. Voivodskabet Łódźsk har et areal på 18.219 km2 og 2.448.713 indbyggere(30.6.2020), befolkningstætheden er på 134,4 personer pr km2.
Voivodskabet Łódźsk grænser op til voivodskabet Masovien mod nordøst, Święty Krzyż) mod sydøst, voivodskabet Schlesien mod syd, voivodskabet Opole, voivodskabet Storpolen mod vest og voivodskabet Kujavien-Pommern mod nord.
Łódźsk voivodskab var en del af tre historiske regioner i Polen: Masovien mod øst, Storpolen mod vest og Lillepolen mod sydøst, omkring Opoczno.

## Administrativ inddeling
Łódźsk voivodskab er inddelt 24 distrikter (powiat): 3 bydistrikter og 21 landdistrikter. Disse er underopdelt i 177 gmina.

### Byer i voivodskabet
I voivodskabet Łódźsk er der 44 byer, listet herunder efter indbyggertal pr. 31. december 2006:
| 1. Łódź (764,168) 2. Piotrków Trybunalski (79,367) 3. Pabianice (70,445) 4. Tomaszów Mazowiecki (66,705) 5. Bełchatów (62,062) 6. Zgierz (58,313) 7. Radomsko (49,152) 8. Skierniewice (48,761) 9. Kutno (47,557) 10. Zduńska Wola (44,370) 11. Sieradz (44,045) 12. Łowicz (30,204) 13. Wieluń (24,347) 14. Opoczno (22,708) 15. Ozorków (20,571) | 1. Aleksandrów Łódzki (20,512) 2. Łask (18,684) 3. Rawa Mazowiecka (17,643) 4. Konstantynów Łódzki (17,564) 5. Łęczyca (15,423) 6. Głowno (15,167) 7. Koluszki (13,407) 8. Brzeziny (12,373) 9. Żychlin (8,880) 10. Wieruszów (8,759) 11. Zelów (8,173) 12. Poddębice (7,875) 13. Tuszyn (7,178) 14. Pajęczno (6,674) 15. Sulejów (6,387) | 1. Działoszyn (6,276) 2. Krośniewice (4,647) 3. Drzewica (3,945) 4. Przedbórz (3,758) 5. Stryków (3,566) 6. Złoczew (3,403) 7. Warta (3,388) 8. Rzgów (3,338) 9. Biała Rawska (3,182) 10. Uniejów (2,916) 11. Kamieńsk (2,858) 12. Wolbórz (2,381) 13. Błaszki (2,179) 14. Szadek (2,007) |

## Landsby i Łódźsk
- Skotniki (Aleksandrów Kommune)

## Galleri
- Piotrków gaden (polsk: Ulica Piotrkowska) i Łódź
- Władysław Reymonts monumentet, Ulica Piotrkowska, Łódź
- Artur Rubinsteins monumentet, Ulica Piotrkowska, Łódź
- Piotrków Trybunalski
- Sulejów
- Rakówka – flodden i Bełchatów